# Andy Plank
Andy Plank (* 16. Februar 1989 in Sterzing) ist ein italienischer Skirennläufer. Seine besten Resultate erzielt der Südtiroler in den schnellen Disziplinen Abfahrt und Super-G sowie in der Kombination. Planks Vater Herbert war in den 1970er-Jahren ein erfolgreicher Skirennläufer.

## Biografie
Plank nahm im Dezember 2004 erstmals an FIS-Rennen teil und feierte im Januar 2008 den ersten Sieg. Seit der Saison 2008/09 startet er regelmäßig im Europacup, konnte sich allerdings in diesem Winter nie unter den besten 30 klassieren. Umso größer war die Überraschung, als er im März 2009 mit zwölf Hundertstelsekunden Vorsprung auf seinen Landsmann Dominik Paris Juniorenweltmeister in der Abfahrt wurde. Daraufhin durfte er beim Weltcupfinale in Åre starten, erreichte dort in der Abfahrt aber nur den 25. und zugleich letzten Platz.
Im Dezember 2009 bestritt Plank drei weitere Weltcuprennen in Italien, kam dabei aber nicht über Rang 45 hinaus. Im Europacup gewann er nach dem Jahreswechsel mit Platz acht in der ersten Abfahrt am Patscherkofel seine ersten Punkte. In den Speeddisziplinen blieb dies sein bestes Saisonergebnis, doch am 3. März 2010 gewann er mit Bestzeit im Slalom die Super-Kombination von Sarntal/Reinswald. Nach Rang elf am nächsten Tag in der zweiten Super-Kombination erreichte er in der Saison 2009/10 den zweiten Platz in der Disziplinenwertung. In der Saison 2010/11 war Planks bestes Europacupergebnis der sechste Platz im Super-G von Wengen. Im Weltcup kam er zu weiteren drei Einsätzen, blieb aber wieder ohne Punkte. In der Saison 2011/12 fuhr er im Europacup als Zweiter des Super-G von Méribel zum zweiten Mal auf das Podest, während er im Weltcup im Winter 2012/13 nicht zum Einsatz kam.

## Erfolge

### Juniorenweltmeisterschaften
- Garmisch-Partenkirchen 2009: 1. Abfahrt

### Europacup
- Saison 2009/10: 2. Super-Kombinations-Wertung
- 2 Podestplätze, davon 1 Sieg:

| Datum        | Ort               | Land    | Disziplin         |
| ------------ | ----------------- | ------- | ----------------- |
| 3. März 2010 | Sarntal/Reinswald | Italien | Super-Kombination |

### Weitere Erfolge
- 2 Siege in FIS-Rennen